# Crystal Palace (Frauenfußball)
Der Crystal Palace Football Club (Women) ist ein professioneller Fußballverein aus dem Süden der englischen Hauptstadt London und spielt derzeit in der höchsten englischen Spielklasse im Frauenfußball, der FA Women’s Super League. Der Verein mit dem vormaligen Namen Crystal Palace Ladies Football Club ist mit der Männerabteilung von Crystal Palace verbunden und hat den Spitznamen „Eagles“. Crystal Palace bietet Frauenfußball ab der U9 an und reicht bis in den Profibereich. Zudem besitzt der Verein eine Akademie an der Harris Academy Orpington, einer weiterführenden Schule in dem Londoner Stadtteil Orpington. Der Verein trägt seine Spiele seit 2014 an der Hayes Lane in Bromley aus.

## Geschichte
Bereits 1992 wurde eine Frauenabteilung unter dem Namen Crystal Palace Ladies gegründet, welche gegen lokale Fußballvereine spielte. 2003/04 gewann Crystal Palace die South East Combination Women’s Football League und holte 2011 den ersten Pokalsieg im Surrey FA County Cup gegen Chelsea. 2013/14 erreichten die „Egales“ erstmals die höchste englische Spielklasse, die damalige FA Women’s Premier League. 2015/16 gewann man zum einen ungeschlagen die Division One, zum anderen erneut den Surrey FA County Cup, diesmal gegen den AFC Wimbledon.
Nachdem die Reservemannschaft eine 250 Pfund Sterling Strafe erhalten hatte, so die Zeitung The Guardian, bezahlte Wilfried Zaha aus der männlichen Profimannschaft einen erheblichen Beitrag dieser Gebühr.
2019 spielte die Mannschaft gegen eine Auswahl ehemaliger männlicher Profispieler, die im fortgeschrittenen Alter waren und teilweise Übergewicht hatten, im Rahmen der TV-Show Harry’s Heroes: The Full English und verlor dieses Spiel 1:0. Im Sommer desselben Jahres gab der Hauptverein bekannt, dass man den Zusatz „Ladies“ aus dem Namen streichen und fortan unter dem Namen „Crystal Palace F.C.“ auftreten werde als eine Reaktion auf dem wachsenden Trend im weiblichen Profifußball.

## Erfolge
Meisterschaften:
- FA Women’s Premier League Division One (1): 2015/16
- South East Combination Women’s Football League (1): 2003/04

Pokale:
- Surrey County Cup (2): 2011, 2016

## Spielstätte
Seit 2023 spielt man im Sutton die Heimspiele aus. Der Name des Stadions lautet VBS Community Stadium und hat eine Kapazität von 5013 Zuschauern.